# Platyrrhinus masu
Platyrrhinus masu — вид родини листконосові (Phyllostomidae), ссавець ряду лиликоподібні (Vespertilioniformes, seu Chiroptera).

## Середовище проживання
Країни проживання: Болівія, Перу. Проживає на східній стороні Анд від 650 до 3350 м над рівнем моря. Живе під пальмовим листям у лісових районах.

## Звички
Плодоїдний.

## Загрози та охорона
Зустрічається в крихкій екосистемі на схилах Анд, яка зазнає швидких перетворень задля сільського господарства та інших видів землекористування. Зустрічається в деяких природоохоронних територіях.